# Castillo de Neratzia
El castillo de Neratzia (en griego: Κάστρο Νεραντζιάς, romanizado: Kástro Nerantziás , “Castillo del Naranjo"), también conocido como Castillo de los Caballeros o Castillo de Cos (en griego: Κάστρο Κω, romanizado: Kástro Ko), es un castillo ubicado en la localidad de Cos en la isla homónima de Grecia.

## Historia
El Castillo de Neratzia fue construido por los Caballeros de la Orden de San Juan de Jerusalén y forma parte de las fortificaciones de la isla, junto con el castillo de Antimaquia y el castillo de Paleo Pyli (del siglo XI). La parte más antigua del castillo se construyó a finales del siglo XIII. Sin embargo, las partes más antiguas que se conservan datan de alrededor de 1437-1461, mientras que las partes posteriores del castillo se construyeron entre 1495 y 1514. El castillo de Neratzia, junto con el castillo opuesto situado en el lado de la actual Bodrum, el castillo de San Pedro de Halicarnaso (Ágios Pétros), controla el estrecho entre Cos y Bodrum y la ruta marítima a Tierra Santa.

## Descripción
El castillo está situado en un brazo de tierra a la entrada del puerto de Cos. Originalmente era una isla conectada a la isla principal por un puente. El castillo consta de dos partes, el castillo interior y el castillo exterior. El castillo interior tiene forma cuadrangular y cuenta con grandes torres redondas en sus esquinas. El castillo exterior es de mayor tamaño y rodea al castillo interior, excepto en el lado noreste, en el lado del mar, donde se unen los muros. Al mismo tiempo, los muros exteriores cuentan con grandes baluartes. Un foso separa los castillos interior y exterior, que están conectados entre sí por un puente. La construcción del castillo reutiliza muchas partes de edificios de la antigua ciudad de Cos.

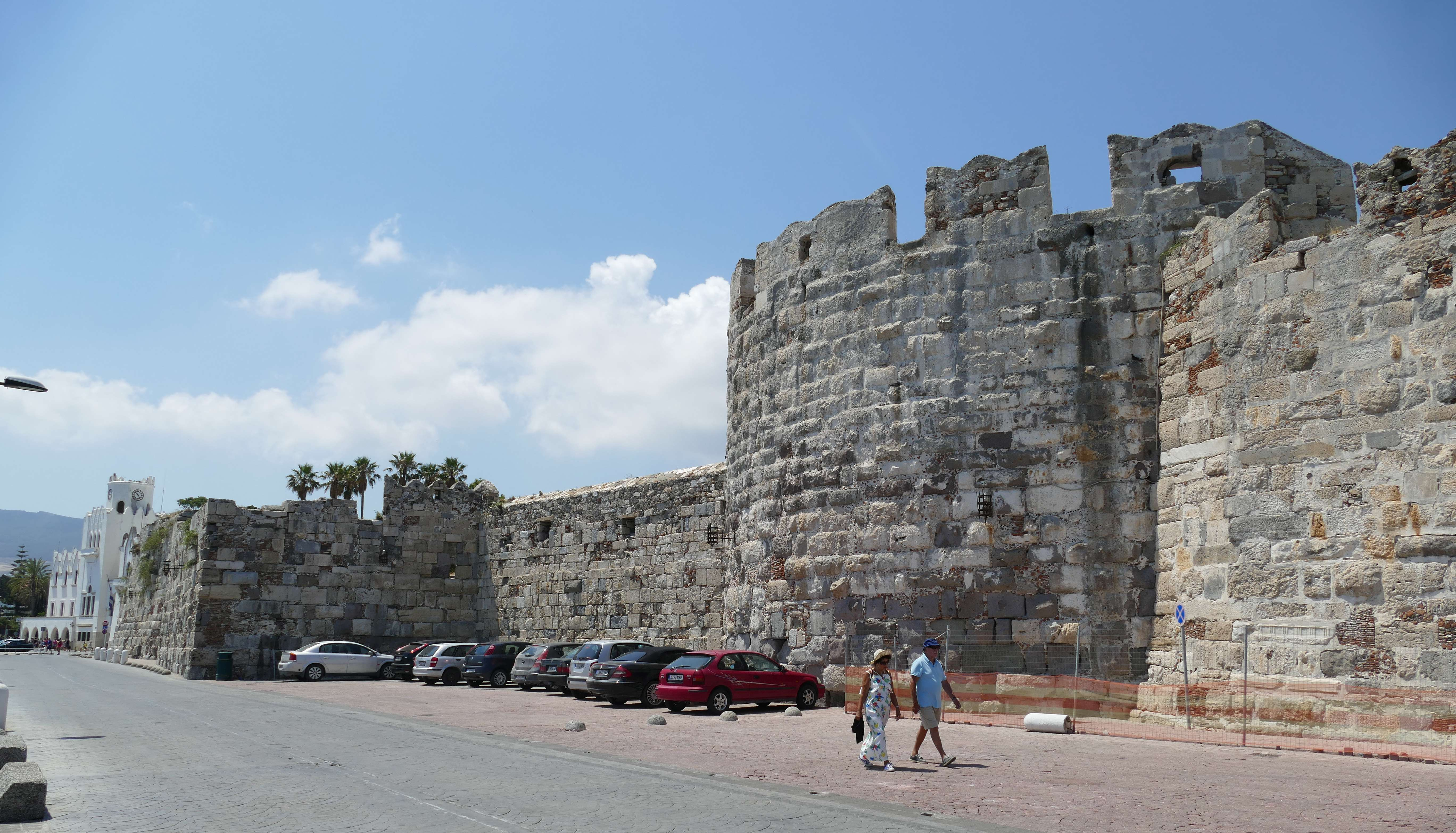
Vista del mural exterior del castillo.
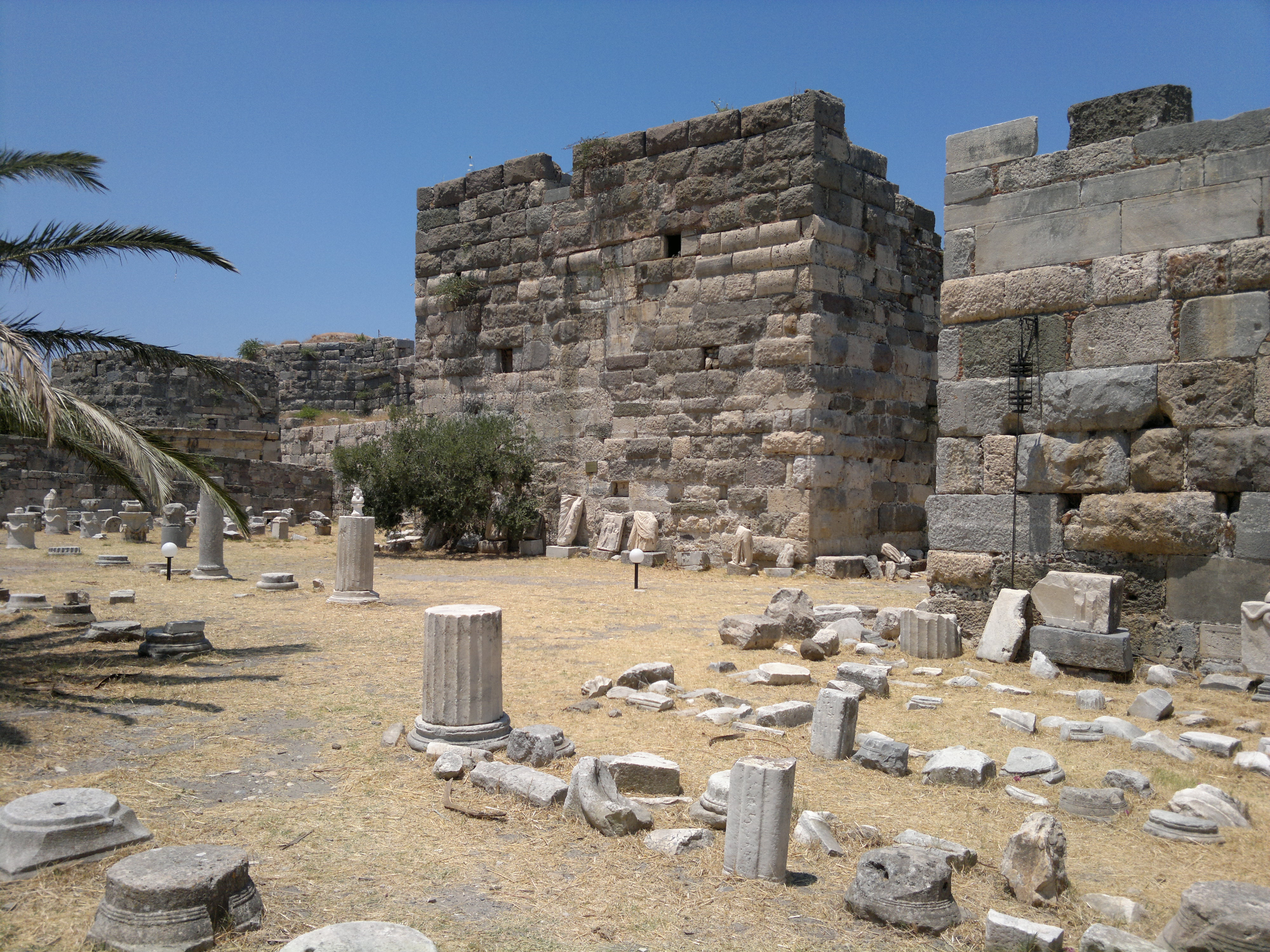
Vista de las partes interiores del castillo.
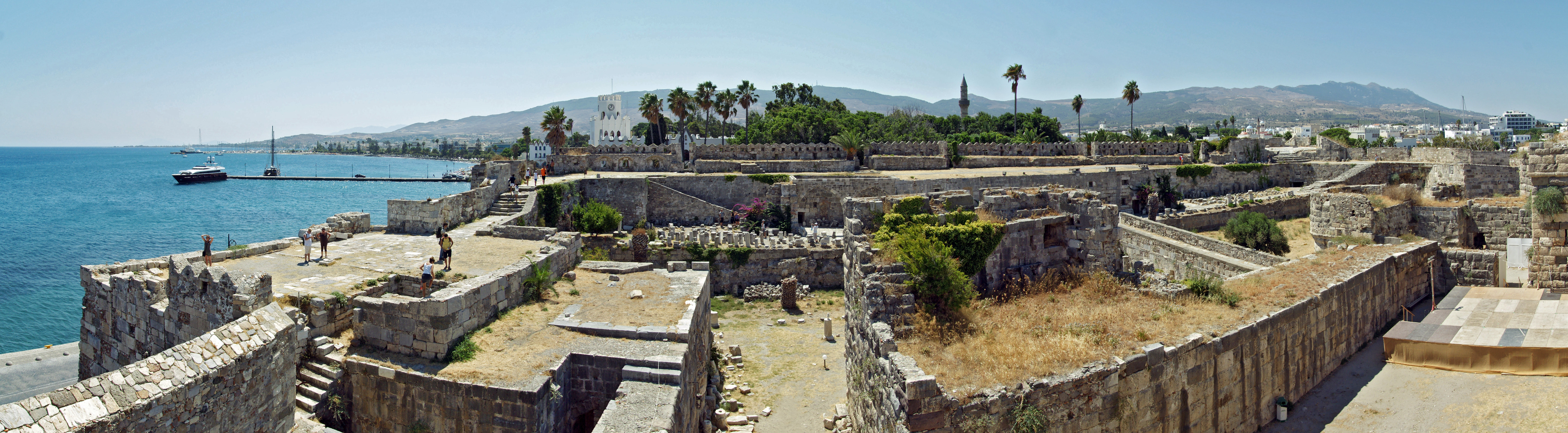
Vista panorámica del interior del castillo.
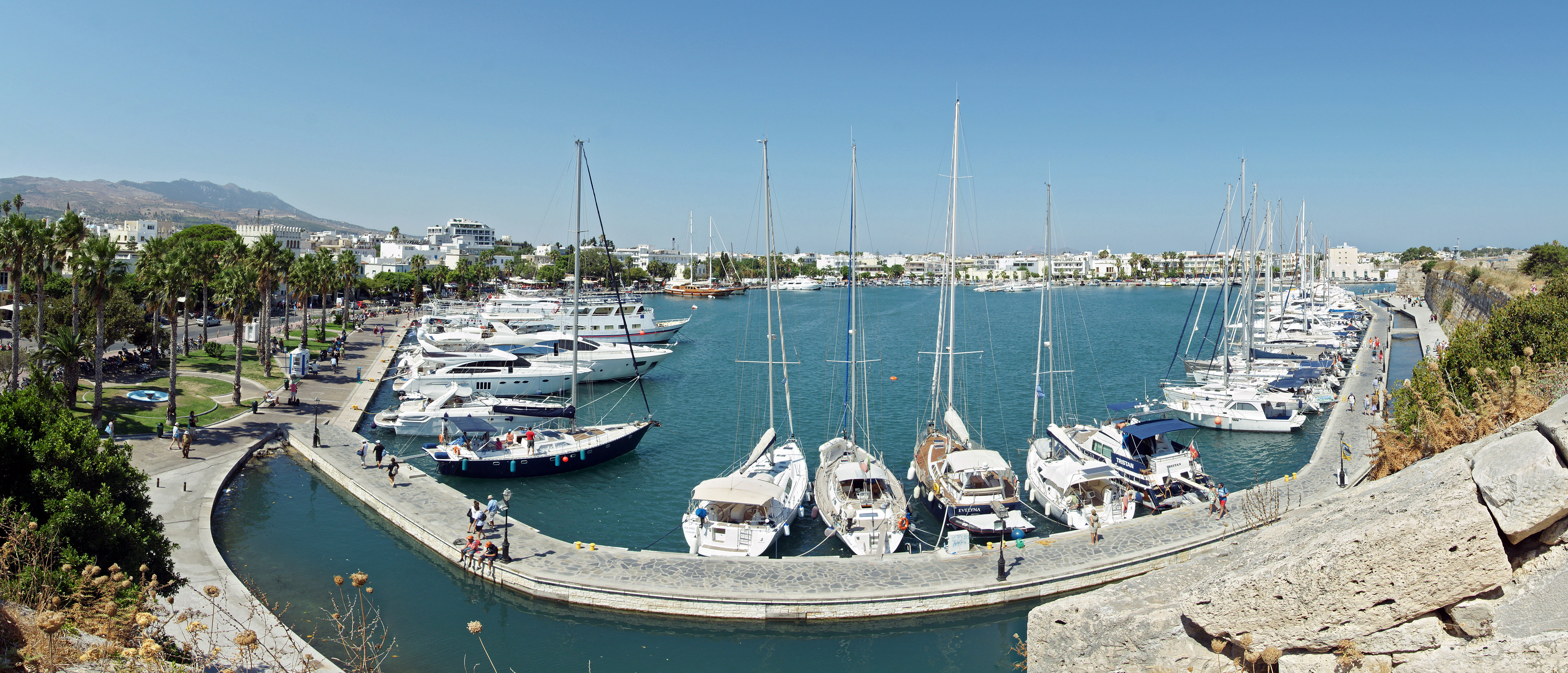
Vista del puerto desde el castillo.